# Galerías Piquer

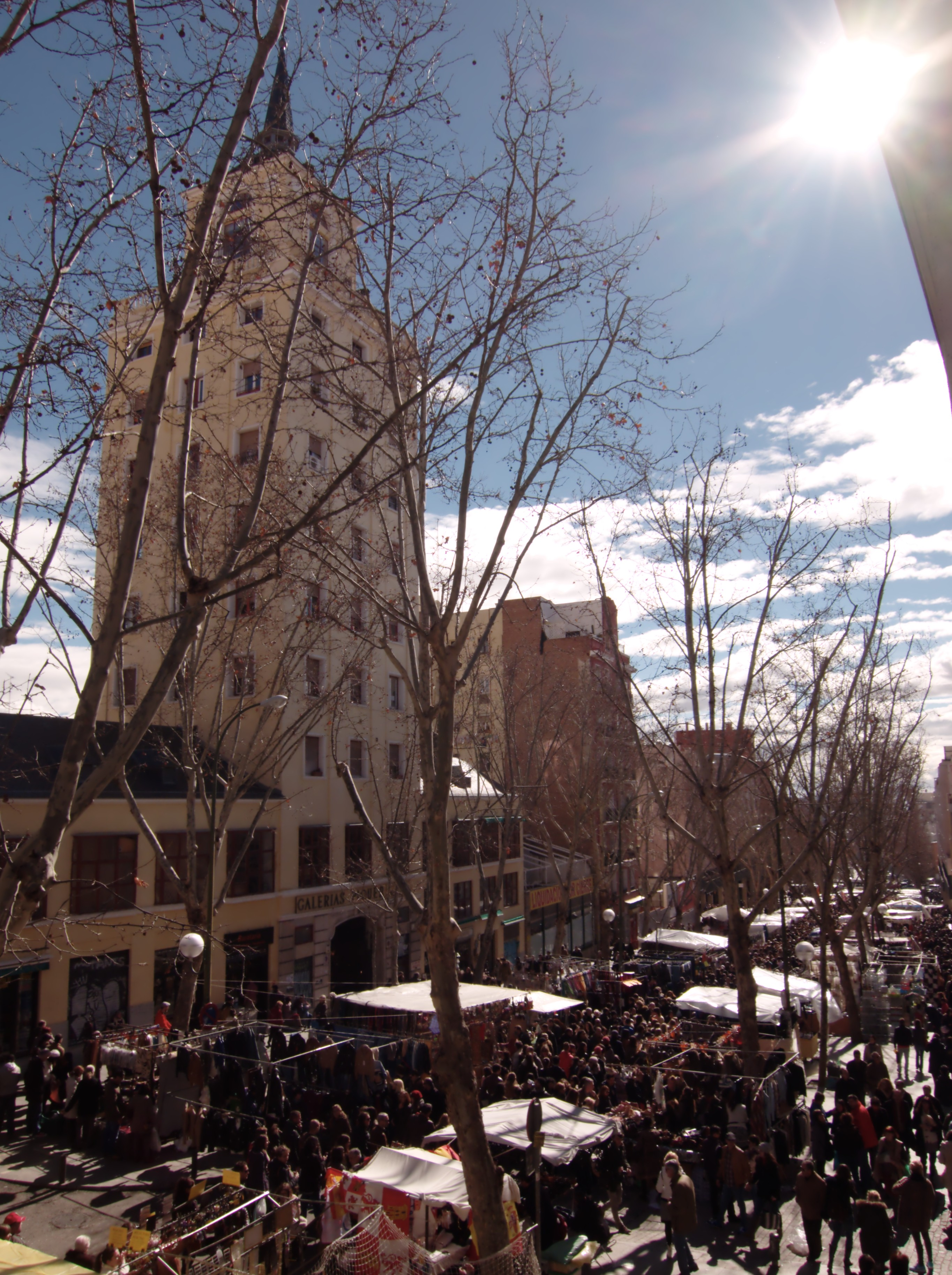
Torre de diez alturas de las Galerías Piquer en plena calle de la Ribera de Curtidores.

Las Galerías Piquer (denominadas igualmente Galerías Isla de Cuba) es una agrupación de tiendas de antigüedades ubicada en la calle de la Ribera de Curtidores donde se celebra cada domingo y festivo, el mercadillo madrileño denominado: Rastro.  El centro fue diseñado por el arquitecto español José de Azpiroz y Azpiroz en 1950. La denominación inicial fue: Galerías Isla de Cuba, pero la popularidad de la inauguración por el alcalde José Moreno Torres en compañía de la actriz y tonadillera española Concha Piquer (propietaria de los solares) hizo que Galerías Piquer fuera la que permaneciera en la denominación popular.

## Características
Las galerías se ubican en el solar que dejó vacante el Corralón del Francés. Gracias a una inversión que hizo la popular tonadillera Concha Piquer se inició el diseño de una galería. Se trata de un solar a dos niveles, de planta rectangular con un par de patios centrales. Ambos patios proporcionan acceso a las tiendas. En la segunda planta se encuentran los porticados. Destaca en altura una torre cuadrada con cinco pisos dedicados a viviendas y al negocio. El músico de los años setenta Patxi Andión habitó en las viviendas ubicadas en el torreón. 
La inauguración de las Galerías Piquer tuvo una gran resonancia en la sociedad madrileña de mediados del siglo XX. Se institucionalizó el mercado callejero del Rastro, y lo hizo más popular. Este éxito hizo que en 1952 se inaugurara las Nuevas Galerías en el número 13 de la Ribera de Curtidores; y en el año 1964 las Galerías Ribera, en el número 15, iniciaron su actividad. Las galerías se hicieron muy populares en las guías turísticas de 1970.

## Las galerías en la cultura popular
Las galerías tuvieron una gran repercusión en los medios y aparecieron en el NODO de los años cincuenta. Algunos escritores como Francisco Umbral en su Trilogía de Madrid, Antonio Muñoz Molina en Beltenebros o Andrés Laszlo en el guion de la película Mi tío Jacinto citan las galerías. El cantante español Joaquín Sabina menciona las galerías en la canción De purísima y oro del disco 19 días y 500 noches.